# Derbent Deresi
Pour les articles homonymes, voir Derbent (homonymie).
La rivière de Derbent (Derbent Deresi ou Kocaçay) est un cours d'eau turc coupé par le barrage de Buldan (province de Denizli). Cette rivière se joint à son homonyme Derbent Çayı qui est coupée par le barrage d'Afşar (province de Manisa) situé à 22 km au nord-ouest du barrage de Buldan. Ces deux rivières forment la rivière d'Alaşehir (Alaşehir Çayı).